# Савитт, Дик
Ричард (Дик) Савитт (англ. Richard 'Dick' Savitt; 4 марта 1927, Бейонн, Нью-Джерси — 6 января 2023, Нью-Йорк) — американский теннисист-любитель, 2-я ракетка мира в 1951 году. Победитель чемпионата Австралии и Уимблдонского турнира 1951 года в одиночном разряде, 3-кратный победитель чемпионатов США в помещениях, двукратный финалист чемпионата Франции в мужском парном разряде. Член Международного зала теннисной славы (1976) и Международного еврейского спортивного зала славы (1979).

## Биография
Дик Савитт родился в еврейской рабочей семье в Бейноне (Нью-Джерси). С детства увлекался баскетболом. После того, как семья перебралась в Эль-Пасо (Техас), Савитт в 1944 году был включён в символическую школьную баскетбольную сборную штата. Одновременно в качестве дополнительного вида спорта он начал заниматься теннисом и в 1944/45 учебном году выиграл чемпионат Техаса среди школ в одиночном разряде. В это время он занимал во внутреннем любительском рейтинге USLTA 17-е место, а среди юношей — 8-е.
После окончания школы и срочной военной службы Савитт поступил в 1946 году в Корнеллский университет в штате Нью-Йорк, где ему была предложена спортивная стипендия как баскетболисту. Однако его карьера в баскетболе быстро завершилась из-за травм, и молодой спортсмен полностью переключился на теннис, став первой ракеткой Корнелла в одиночном и парном разрядах. В 1947—1950 годах он сыграл за сборную университета 59 встреч, потерпев в них только два поражения. Он становился чемпионом Восточных штатов в парном разряде ц 1948 по 1950 и в одиночном разряде в 1949 и 1950 годах. В чемпионатах NCAA Савитт проигрывал в четвертьфинале в 1947 и 1949 годах.
В последний год учёбы и сразу после её завершения Савитт начал активно играть в любительских турнирах и первые заметные победы одержал летом 1950 года, выиграв вначале чемпионат штата Нью-Йорк, а затем чемпионат Пенсильвании. На чемпионате США того же года, всё ещё не имея даже постоянного тренера, он пробился в полуфинал, где в четырёх сетах уступил Арту Ларсену 3-6, 8-10, 9-7, 2-6.
В начале 1951 года Савитт принял участие в чемпионате Австралии и завоевал чемпионский титул, победив в финале местного игрока Кена Макгрегора и став первым за 13 лет неавстралийским теннистом, выигравшим этот турнир в одиночном разряде. Они снова встретились в финале Уимблдонского турнира, и американец опять взял верх, на сей раз со счётом 6:4, 6:4, 6:4. Матч, продолжавшийся всего 61 минуту, стал одним из самых коротких мужских финалов за всю историю турнира. В промежутке между этими победами Савитт также стал финалистом чемпионата Франции в паре с Гарднаром Маллоем, а после этого помог сборной США выйти в финальный раунд Кубка Дэвиса. В трёх проведённых встречах Кубка Дэвиса Савитт выиграл 9 сетов из 10. После победы на Уимблдоне портрет Савитта появился на обложке журнала Time — он стал первым спортсменом-евреем, удостоенным этой чести. На чемпионате США он, как и за год до этого, дошёл до полуфинала, проиграв там Вику Сейксасу в четырёх сетах.
Несмотря на успешные выступления на протяжении сезона и, в частности, против австралийских спортсменов, Савитт не был включён в состав сборной США на финальный матч Кубка Дэвиса, который американцы играли против сборной Австралии. Вместо него капитан сборной Фрэнк Шилдс предпочёл выпустить на корт 30-летнего Теда Шрёдера, уже находившегося на спаде карьеры. Шрёдер проиграл две из трёх своих встреч, и австралийцам удалось одержать суммарную победу со счётом 3:2. После этого, в начале 1952 года, когда USLTA составляла традиционный ежегодный рейтинг американских игроков, Шилдс выступил с яростными нападками на Савитта, заявив, что в последние 3 месяца тот не играл по-чемпионски и не шёл на сотрудничество во время пребывания в Австралии. Шилдс требовал, чтобы победителя двух турниров Большого шлема 1951 года поставили по итогам этого года лишь на 3-е место в рейтинге. Против этого выступил Дон Макнилл, который напомнил, что рейтинг составляется по спортивным результатам, и обвинил Шилдса в личной предвзятости. В итоге Савитта поставили на 2-е место в рейтинге, а рейтинг возглавил Сейксас. В международном рейтинге сильнейших теннисистов мира по итогам 1951 года Савитт также занял 2-е место, опередив Сейксаса, которому отвели только 4-ю позицию.
В начале 1952 года Савитт уступил в полуфинале чемпионата Австралии Макгрегору со счётом 4:6, 4:6, 6:3, 4:6; австралиец после этого победил и в финале, обыграв действующего чемпиона США Фрэнка Седжмена. Однако уже в феврале Савитт объявил, что намерен завершить выступления и что последним турниром в карьере для него станет приближающийся чемпионат США в помещениях. Предположительно, причиной такого решения могло стать решение не включать его в состав сборной на финал Кубка Дэвиса. Савитт успешно выступил в своём прощальном турнире, победив в финале Билла Талберта. Однако его карьера в итоге на этом не закончилась: он вторично дошёл с Маллоем до финала чемпионата Франции в мужских парах и стал четвертьфиналистом в одиночном разряде и в этом турнире, и в обоих оставшихся турнирах Большого шлема этого года — Уимблдонском турнире и чемпионате США. Затем в его выступлениях действительно образовалась пауза, но в 1956 годах Савитт возобновил выступления в ограниченном объёме. В 1958 году он во второй раз за карьеру выиграл чемпионат США на крытых кортах, а третий титул на этом турнире завоевал в 1961 году, став первым в его истории трёхкратным победителем. В том же году Савитт принял участие в Маккабиаде, проходившей в Тель-Авиве, и завоевал на ней чемпионское звание в одиночном и парном разрядах.
За пределами теннисного корта Савит занимался нефтедобывающим бизнесом в Луизиане. В 1958 году по деловым соображениям переехал в Нью-Йорк и был сотрудником нескольких фирм на Уолл-стрит. В 1981 году, через 20 лет после третьей победы в чемпионате США в помещениях, Дик Савитт и его сын Роберт выиграли чемпионат США среди пар, составленных из отца и сына. В 1976 году Дик Савитт стал членом Международного зала теннисной славы, а через три года — членом Международного еврейского спортивного зала славы. Его имя также включено в списки Зала спортивной славы Корнеллского университета (1978), Межвузовского зала славы тенниса (1986) и Национального еврейского зала спортивной славы США (1998). Савитт скончался у себя дома в Нью-Йорке в январе 2022 года в возрасте 95 лет.

## Стиль игры
Дик Савитт обладал мощным телосложением. Его рост составлял 6,25 фута (1,91 м), а вес 180 фунтов (82 кг). Сильнейшим элементом его игры была мощная подача, с которой соперники справлялись с трудом. Он также отличался упорством в игре с задней линии. В целом Савитта отличал очень высокий дух соревновательности, и современники отзывались о нём как об одержимом и человеке, который ненавидит проигрывать.

## Финалы турниров Большого шлема за карьеру

### Одиночный разряд (2-0)
| Результат | Год  | Турнир              | Покрытие | Соперник в финале | Счёт в финале      |
| --------- | ---- | ------------------- | -------- | ----------------- | ------------------ |
| Победа    | 1951 | Чемпионат Австралии | Трава    | Кен Макгрегор     | 6-3, 2-6, 6-3, 6-1 |
| Победа    | 1951 | Уимблдонский турнир | Трава    | Кен Макгрегор     | 6-4, 6-4, 6-4      |

### Мужской парный разряд (0-2)
| Результат | Год  | Турнир            | Покрытие | Партнёр        | Соперники в финале          | Счёт в финале      |
| --------- | ---- | ----------------- | -------- | -------------- | --------------------------- | ------------------ |
| Поражение | 1951 | Чемпионат Франции | Грунт    | Гарднар Маллой | Кен Макгрегор Фрэнк Седжмен | 2-6, 6-2, 7-9, 5-7 |
| Поражение | 1952 | Чемпионат Франции | Грунт    | Гарднар Маллой | Кен Макгрегор Фрэнк Седжмен | 3-6, 4-6, 4-6      |